# الكلية التقنية الهندسية (البصرة)
الكلية التقنية الهندسية   في البصرة    من الكليات الهندسية التابعة للجامعة التقنية الجنوبية تقع الكلية في الجهة الغربية من محافظة البصرة على مسافة عشرة كيلومترات من مركز محافظة البصرة وفي الجانب الأيمن من الطريق المؤدي إلى قضاء الزبير.

## تأسسيها
أسست الكلية التقنية في محافظة البصرة عام 1994 في محافظة البصرة جنوب العراق وبدأت بقسمين هما هندسة تقنيات الوقود والطاقة وهندسة تقنيات البتروكيمياويات وفي العام 1998 استحدث قسم البيئة والتلوث نتيجة ازدياد الحاجة في المنطقة إلى حماية البيئة والحفاظ عليها وفي العام 1999 توسعت الكلية بفتح قسم اضافي هو قسم القدرة الكهربائية وبعدها بعام فتح قسم خامس هو التكيف والتبريد نتيجة الحاجة إلى هذا التخصص في بيئة الحارة في شمال الخليج العربي.
باشرت الكلية بقبول الطلبة في العام الدراسي 1994-1995 وتخريج أول دفعة في العام الدراسي 1998- 1999.

## ملاك الكلية
يضم الكادر التدريسي للكلية 41 من حملة الشهادات العليا سبعة منهم من حملة الدكتوراه وبقية الكادر من حملة شهادة الماجستير لمختلف الاختصاصات اما الكادر الفني فيضم 82 من حملة شهادة الدبلوم العالي والبكالوريوس والدبلوم الفني والملاك الإداري فيضم ستة من حملة شهادة البكالوريوس والدبلوم الإداري والإعدادي والجدول يبين ملاك الأقسام العلمية من التدريسين والفنيين والطلبة للعام الدراسي 2007-2008:
| القسم                   | عدد التدريسيين | عدد الفنيين | عدد الطلبة |
| ----------------------- | -------------- | ----------- | ---------- |
| هندسة الوقود والطاقة    | 7              | 11          | 327        |
| هندسة البتروكيمياويات   | 8              | 9           | 252        |
| هندسة القدرة الكهربائية | 10             | 8           | 401        |
| هندسة التبريد والتكييف  | 14             | 12          | 288        |
| هندسة البيئة والتلوث    | 7              | 11          | 267        |

## طلبتها
1- تقبل الكلية خريجي الدراسة الاعدادية وبمعدل يتراوح بين 85 و90 درجة.
2- تقبل الكلية الطلبة الأوائل خريجي المعاهد النفطية والتكنولوجية.

### قسم البيئة والتلوث
قسم البيئة والتلوث هو أحد اقسام الكلية التقنية في البصرة تأسس عام 1998 ويهدف إلى تأهيل خريج قسم هندسة البيئة والتلوث ليكون مهندساً تطبيقياً له القابلية على مراقبة وإدارة وصيانة وتحسين البيئة من التلوث بمختلف أنواعه ومعالجته. وتخرجت ألدفعة الأولى في العام الدراسي 2000/2001. تكون مدة الدراسة في القسم أربع سنوات بالنظام السنوي يدرس فيها الطالب المواد الهندسية وتطبيقاتها في المختبرات العلمية يحصل بعدها الخريج على شهادة البكالوريوس في تقنيات هندسة البيئة والتلوث.

## دراستها
مدة الدراسة في الكلية اربع سنوات لخريجي الدراسة الاعدادية وثلاث سنوات لخريجي المعاهد لنفس الاقسام الموجودة في الكلية.
وتشمل الدراسة الجانب النظري والتطبيقي إذ يؤلف الجانب التطبيقي 25% من الدراسة .

## شهادتها
تمنح الكلية الطلبة الخريجين شهادة الكالوريوس في هندسة تقنية:
- البتروكيمياويات
- البيئة والتلوث
- التبريد والتكييف
- القدرة الكهربائية
- الوقود والطاقة

يمنح من خلالها الخريجي هوية نقابة المهندسين ويؤهل للعمل في الشركات النفطية والصناعية.

## عميد الكلية التقنية
1-الدكتورأسامة سلمان التماري (علوم كيمياء)
2-الدكتور فاضل بندر عيسى (علوم كيمياء)
3-د. عبد الجبار الكندوري (هندسة كهرباء)
4-د. ساجد حسين علي العباسي (هندسة ميكانيك)
5-الدكتور رفعت محمد دخيل ( هندسة كيمياوية )
6-الدكتور عدنان عبد الله عتيق ( هندسة كيمياوية )

## روابط خارجية
موقع الكلية التقنية